# Lista odcinków serialu Fear the Walking Dead
Poniżej znajduje się lista odcinków serialu telewizyjnego Fear the Walking Dead – emitowanego przez amerykańską stację kablową  AMC od 23 sierpnia 2015. W Polsce serial jest emitowany od 9 maja 2016 przez AMC Polska.

## Przegląd sezonów
| Sezon | Sezon | Odcinki | Pierwsza emisja      | Pierwsza emisja      | Pierwsza emisja      | Pierwsza emisja      |
| Sezon | Sezon | Odcinki | Premiera sezonu      | Finał sezonu         | Premiera sezonu      | Finał sezonu         |
| ----- | ----- | ------- | -------------------- | -------------------- | -------------------- | -------------------- |
|       | 1     | 6       | 23 sierpnia 2015     | 4 października 2015  | 9 maja 2016          | 13 czerwca 2016      |
|       | 2     | 15      | 10 kwietnia 2016     | 2 października 2016  | 27 czerwca 2016      | 3 października 2016  |
|       | 3     | 16      | 5 czerwca 2017       | 15 października 2017 | 5 czerwca 2017       | 16 października 2017 |
|       | 4     | 16      | 15 kwietnia 2018     | 30 września 2018     | 23 kwietnia 2018     | 1 października 2018  |
|       | 5     | 16      | 2 czerwca 2019       | 29 września 2019     | 3 czerwca 2019       | 30 września 2019     |
|       | 6     | 16      | 11 października 2020 | 13 czerwca 2021      | 12 października 2020 | 14 czerwca 2021      |
|       | 7     | 16      | 17 października 2021 | 5 czerwca 2022       | 18 października 2021 | 6 czerwca 2022       |
|       | 8     | 12      | 14 maja 2023         | 26 listopada 2023    | 15 maja 2023         | 25 listopada 2023    |

## Sezon 1 (2015)
| Nr | # | Tytuł                | Polski tytuł             | Reżyseria       | Scenariusz                    | Premiera (AMC)      | Premiera w Polsce (AMC Polska) |
| --- | - | -------------------- | ------------------------ | --------------- | ----------------------------- | ------------------- | ------------------------------ |
| 1 | 1 | Pilot                | Pilot                    | Adam Davidson   | Robert Kirkman, Dave Erickson | 23 sierpnia 2015    | 9 maja 2016                    |
| Nick budzi się w melinie narkomanów która znajduje się w kościele, widzi jak jego dziewczyna Gloria zjada zwłoki. Uciekając potrąca go samochód i traci przytomność. Doktor mówi Madison i Travisowi że Nick ma halucynacje po zażyciu heroiny, ale Travis wierzy w opowieści Nicka po tym jak sam odwiedza kościół. Alicia coraz bardziej boi się o Nicka. Następnego dnia szkoła jest zamknięta szybciej po tym jak pojawiają się plotki o nowej epidemii. Nick ucieka ze szpitala i spotyka Calvina, od którego chce się dowiedzieć co mu sprzedał. Calvin próbuje zastrzelić Nicka w obawie że ten wyda go że jest dilerem narkotykowym, ale to Nick zabija Calvina. Po całej sytuacji zjawiają się Travis i Madison, a Calvin który zamienił się w zombie atakuje ich. Nick kilkukrotnie przejeżdża samochodem Calvina, ale ten cały czas wstaje. |   |                      |                          |                 |                               |                     |                                |
| 2 | 2 | So Close, Yet So Far | Tak blisko, a tak daleko | Adam Davidson   | Marco Ramirez                 | 30 sierpnia 2015    | 16 maja 2016                   |
| Po sytuacji z Calvinem Nick, Madison i Carvin chcą uciec na pustynię, chcą by Alicia, Liza i Chris zrobili to z nimi. Alicia znajduje Matta w zaniedbanym domu. Pojawia się Travis który odkrywa że Matt został ugryziony, ten namawia Alicię by uciekała. Grupa wraca do domu Madison by zebrać zapasy. Nick cierpi na zespół abstynencyjny, przez co Madison jest zmuszona udać się do szkoły po oksykodon. Znajduje tam Tobiasa który szuka zapasów jedzenia. Zmieniony w zombie Artie próbuje ugryźć Tobiasa, Madison jest zmuszona do zabicia Artiego, następnie odwozi Tobiasa do domu. Bus Chrisa utknął w korku po tym jak policja zabiła zombie. Nagrywa całe zdarzenie i dołącza do protestu przeciwko zachowaniu policji, Travis i Liza odnajdują go. Wybuchają zamieszki, po tym jak policja jest zmuszona zastrzelić kolejne zombie, cała trójka znajduje bezpieczne schronienie w salonie fryzjerskim rodziny Salazars. Travis dzwoni do Madison i mówi, by ta brała dzieci i uciekała na pustynię a on je dogoni. Alicia jest świadkiem jak jej sąsiad pan Dawson, atakuje panią Cruz naprzeciwko ulicy, Alicia chce pomóc ale Madison ją powstrzymuje. Grupa w salonie fryzjerskim jest uwięziona przez coraz większe zamieszki. |   |                      |                          |                 |                               |                     |                                |
| 3 | 3 | The Dog              | Pies                     | Adam Davidson   | Jack LoGiudice                | 13 września 2015    | 23 maja 2016                   |
| Zamieszki są coraz ostrzejsze, tłum podpala sklep obok salonu fryzjerskiego, zmusza to Salazarsów oraz Manawasów do ucieczki. Grupa dociera do samochodu Travisa ale Griselda odnosi uraz po tym jak upada na nią rusztowanie. Nie są w stanie dotrzeć do szpitala, więc jadą do domu Madison, tam Nick, Madison i Alicia którzy uciekli przez to że do ich domu wszedł zombie pana Dawsona, którego zwabił pies wcześniej wpuszczony przez Nicka. Nick prowadzi Madison i Alicię do domu sąsiada w której jest strzelba. Travis zjawia się w domu gdzie spotyka pana Dawsona, Daniel był zmuszony do zabicia go. Wszystkie trzy rodziny postanawiają zostać w domu i postanowić co zrobią rano. Liza, która jest pielęgniarką, opiekuje się Griseldą która ma mocno uszkodzoną stopę, ale zaznacza że jeśli nie zajmie się nią doktor grozi jej śmierć. Ofelia mówi Danielowi że powinni uciekać razem z Travisem, ale Daniel mówi że będą mieli większe szanse na przetrwanie jeśli zostaną sami, a później dołączy do nich kuzyn. Następnego ranka w momencie gdy Clarkowie i Manawasowie zaczynają odjeżdżać pojawia się wojsko które zabezpiecza teren. Travis mówi że "będzie lepiej", Daniel jednak mówi "już za późno" gdy patrzy na to jak żołnierz oznacza dom naprzeciwko. |   |                      |                          |                 |                               |                     |                                |
| 4 | 4 | Not Fade Away        | Nie znikaj               | Kari Skogland   | Meaghan Oppenheimer           | 20 września 2015    | 30 maja 2016                   |
| Parę dni po tym jak gwardia narodowa poddaje kwarantannie sąsiedztwo i robi z niego bezpieczną strefę, mieszkańcy starają się żyć normalnie. Rośnie napięcie spowodowane zasadami wprowadzonymi przez wojsko. Madison jest zestresowana przez dodatkową pracę w przepełnionym domu, a Travis staje się łącznikiem społeczności. Chris pokazuje Travisowi i Madison nakręcony przez niego krótki film w którym ktoś ze strefy śmierci daje sygnały świetlne. Travis rozmawia z Dougiem by pomóc mu mentalnie. Liza medycznie pomaga sąsiadom. Nick kradnie Hectorowi morfinę z kroplówki. Ofelia całuje Adamsa, który nie jest w stanie załatwić Griseldzie leków. Madison wysyła znaki świetlne do strefy śmierci. Przedostaje się przez ogrodzenie i znajduje dowody na to że żołnierze zabijają cywilów, nawet tych niezarażonych. Travis dowiaduje się, że Doug został hospitalizowany ze względu na swoje problemy psychiczne. Doktor Exner dowiaduje się, że Lina nie jest technicznie pielęgniarką. Daniel mówi Madison o swoich doświadczeniach z Salwadoru gdzie brano chorych pod pretekstem hospitalizacji a tak naprawdę ich zabijano. Griselda oraz Nick pomimo protestów rodziny są zabrani do szpitala. Liza zgadza się, by pojechać razem z zespołem medycznym, mimo braku chęci zostawiania syna. Travis wchodzi na dach, gdzie także widzi sygnały świetlne ze strefy śmierci. Parę sekund później, widzi i słyszy strzały z broni a następnie ciemność. |   |                      |                          |                 |                               |                     |                                |
| 5 | 5 | Cobalt               | Kobalt                   | Kari Skogland   | David Wiener                  | 27 września 2015    | 6 czerwca 2016                 |
| 6 | 6 | The Good Man         | Dobry człowiek           | Stefan Schwartz | Robert Kirkman, Dave Erickson | 4 października 2015 | 13 czerwca 2016                |

## Sezon 2 (2016)
| Nr | #  | Tytuł                | Polski tytuł         | Reżyseria         | Scenariusz                    | Premiera (AMC)      | Premiera w Polsce (AMC Polska) |
| -- | -- | -------------------- | -------------------- | ----------------- | ----------------------------- | ------------------- | ------------------------------ |
| 7  | 1  | Monster              | Potwór               | Adam Davidson     | Dave Erickson                 | 10 kwietnia 2016    | 27 czerwca 2016                |
| 8  | 2  | We All Fall Down     | Każdego czeka koniec | Adam Davidson     | Brett C. Leonard, Kate Barnow | 17 kwietnia 2016    | 4 lipca 2016                   |
| 9  | 3  | Ouroboros            | Uroboros             | Stefan Schwartz   | Alan Page                     | 24 kwietnia 2016    | 11 lipca 2016                  |
| 10 | 4  | Blood in the Streets | Krew na ulicach      | Michael Uppendahl | Kate Erickson                 | 1 maja 2016         | 18 lipca 2016                  |
| 11 | 5  | Captive              | Schwytani            | Craig Zisk        | Carla Ching                   | 8 maja 2016         | 25 lipca 2016                  |
| 12 | 6  | Sicut Cervus         | Sicut Cervus         | Kate Dennis       | Brian Buckner                 | 15 maja 2016        | 1 sierpnia 2016                |
| 13 | 7  | Shiva                | Śiwa                 | Andrew Bernstein  | David Wiener                  | 22 maja 2016        | 8 sierpnia 2016                |
| 14 | 8  | Grotesque            | Groteska             | Daniel Sackheim   | Kate Barnow                   | 21 sierpnia 2016    | 22 sierpnia 2016               |
| 15 | 9  | Los Muertos          | Zmarli               | Deborah Chow      | Alan Page                     | 28 sierpnia 2016    | 29 sierpnia 2016               |
| 16 | 10 | Do Not Disturb       | Nie przeszkadzać     | Michael McDonough | Lauren Signorino              | 4 września 2016     | 5 września 2016                |
| 17 | 11 | Pablo & Jessicaon    | Pablo i Jessica      | Uta Briesewitz    | Kate Erickson                 | 11 września 2016    | 12 września 2016               |
| 18 | 12 | Pillar of Salton     | Słup soli            | Gerardo Naranjo   | Carla Ching                   | 18 września 2016    | 19 września 2016               |
| 19 | 13 | Date of Deathon      | Data śmierci         | Christoph Schrewe | Brian Buckner                 | 25 września 2016    | 26 września 2016               |
| 20 | 14 | Wrathon              | Gniew                | Stefan Schwartz   | Kate Barnow                   | 2 października 2016 | 3 października 2016            |
| 21 | 15 | North                | Północ               | Andrew Bernstein  | Dave Erickson                 | 2 października 2016 | 3 października 2016            |

## Sezon 3 (2017)
| Nr | #  | Tytuł                               | Polski tytuł                   | Reżyseria         | Scenariusz                     | Premiera (AMC)       | Premiera w Polsce (AMC Polska) |
| -- | -- | ----------------------------------- | ------------------------------ | ----------------- | ------------------------------ | -------------------- | ------------------------------ |
| 22 | 1  | Eye of the Beholder                 | Oko obserwatora                | Adam Bernstein    | Dave Erickson                  | 4 czerwca 2017       | 5 czerwca 2017                 |
| 23 | 2  | The New Frontier                    | Nowa granica                   | Stefan Schwartz   | Mark Richard                   | 4 czerwca 2017       | 5 czerwca 2017                 |
| 24 | 3  | TEOTWAWKI                           | Koniec świata                  | Deborah Chow      | Ryan Scott                     | 11 czerwca 2017      | 12 czerwca 2017                |
| 25 | 4  | 100                                 | 100                            | Alex Garcia Lopez | Alan Page                      | 18 czerwca 2017      | 19 czerwca 2017                |
| 26 | 5  | Burning in Water, Drowning in Flame | Płonąc w wodzie, tonąc w ogniu | Daniel Stamm      | Suzanna Heathcote              | 25 czerwca 2017      | 26 czerwca 2017                |
| 27 | 6  | Red Dirt                            | Krwawy piach                   | Courtney Hunt     | Wes Brown                      | 2 lipca 2017         | 3 lipca 2017                   |
| 28 | 7  | The Unveiling                       | Objawienie                     | Jeremy Webb       | Mark Richard                   | 9 lipca 2017         | 10 lipca 2017                  |
| 29 | 8  | Children of Wrath                   | Dzieci Gniewu                  | Andrew Bernstein  | Jami O'Brien                   | 9 lipca 2017         | 10 lipca 2017                  |
| 30 | 9  | Minotaur                            | Minotaur                       | Stefan Schwartz   | Dave Erickson, Mike Zunic      | 10 września 2017     | 11 września 2017               |
| 31 | 10 | The Diviner                         | Różdżkarz                      | Paco Cabezas      | Ryan Scott                     | 10 września 2017     | 11 września 2017               |
| 32 | 11 | La Serpiente                        | Wąż                            | Josef Wladyka     | Mark Richard, Lauren Signorino | 17 września 2017     | 18 września 2017               |
| 33 | 12 | Brother's Keeper                    | Powiernik brata                | Alrick Riley      | Wes Brown                      | 24 września 2017     | 25 września 2017               |
| 34 | 13 | This Land Is Your Land              | Ten kraj to twój kraj          | Meera Menon       | Suzanne Heathcote              | 1 października 2017  | 2 października 2017            |
| 35 | 14 | El Matadero                         | Rzeźnia                        | Stefan Schwartz   | Alan Page                      | 8 października 2017  | 9 października 2017            |
| 36 | 15 | Things Bad Begun                    | Tarapaty                       | Andrew Bernstein  | Jami O'Brien                   | 15 października 2017 | 16 października 2017           |
| 37 | 16 | Sleigh Ride                         | Podróż                         | Andrew Bernstein  | Dave Erickson, Mark Richard    | 15 października 2017 | 16 października 2017           |

## Sezon 4 (2018)
| Nr | #  | Tytuł                               | Polski tytuł                   | Reżyseria                | Scenariusz                                         | Premiera (AMC)   | Premiera w Polsce (AMC Polska) |
| -- | -- | ----------------------------------- | ------------------------------ | ------------------------ | -------------------------------------------------- | ---------------- | ------------------------------ |
| 38 | 1  | What's Your Story?                  | Jaka jest twoja historia?      | John Polson              | Scott M. Gimple, Andrew Chambliss, Ian B. Goldberg | 15 kwietnia 2018 | 23 kwietnia 2018               |
| 39 | 2  | Another Day in the Diamond          | Kolejny dzień w Diamond        | Michael E. Satrazemis    | Andrew Chambliss, Ian B. Goldberg                  | 22 kwietnia 2018 | 30 kwietnia 2018               |
| 40 | 3  | Good Out Here                       | Na pomoc                       | Dan Liu                  | Shintaro Shimosawa                                 | 29 kwietnia 2018 | 7 maja 2018                    |
| 41 | 4  | Buried                              | Spalony                        | Magnus Martens           | Alex Delyle                                        | 6 maja 2018      | 14 maja 2018                   |
| 42 | 5  | Laura                               | Lura                           | Michael E. Satrazemis    | Anna Fishko                                        | 13 maja 2018     | 21 maja 2018                   |
| 43 | 6  | Just in Case                        | Na wszelki wypadek             | Daisy von Scherler Mayer | Richard Naing                                      | 20 maja 2018     | 28 maja 2018                   |
| 44 | 7  | The Wrong Side of Where You Are Now | Zawsze po niewłaściwej stronie | Sarah Boyd               | Melissa Scrivner Love                              | 3 czerwca 2018   | 4 czerwca 2018                 |
| 45 | 8  | No One's Gone                       | Nikt nie odszed?               | Michael E. Satrazemis    | Ian Goldberg, Andrew Chambliss                     | 10 czerwca 2018  | 11 czerwca 2018                |
| 46 | 9  | People Like Us                      | Ludzie tacy jak my             | Magnus Martens           | Anna Fishko                                        | 12 sierpnia 2018 | 13 sierpnia 2018               |
| 47 | 10 | Close Your Eyes                     | Zamknij oczy                   | Michael E. Satrazemis    | Shintaro Shimosawa                                 | 19 sierpnia 2018 | 20 sierpnia 2018               |
| 48 | 11 | The Code                            | Kod                            | Tara Nicole Weyr         | Andrew Chambliss, Alex Delyle                      | 26 sierpnia 2018 | 27 sierpnia 2018               |
| 49 | 12 | Weak                                | Słabo                          | Colman Domingo           | Kalinda Vazquez                                    | 2 września 2018  | 3 września 2018                |
| 50 | 13 | Blackjack                           | Blackjack                      | Sharat Raju              | Ian Goldberg, Richard Naing                        | 9 września 2018  | 10 września 2018               |
| 51 | 14 | MM 54                               | Słupek 54                      | Lou Diamond Phillips     | Anna Fishko, Shintaro Shimosawa                    | 16 września 2018 | 17 września 2018               |
| 52 | 15 | I Lose People...                    | Zagubieni                      | David Barrett            | Kalinda Vazquez                                    | 23 września 2018 | 24 września 2018               |
| 53 | 16 | ... I Lose Myself                   | Na zatracenie                  | Michael E. Satrazemis    | Andrew Chambliss, Ian Goldberg                     | 30 września 2018 | 1 października 2018            |

## Sezon 5 (2019)
| Nr | #  | Tytuł                     | Reżyseria                | Scenariusz                      | Premiera (AMC)   | Premiera w Polsce (AMC Polska) |
| -- | -- | ------------------------- | ------------------------ | ------------------------------- | ---------------- | ------------------------------ |
| 54 | 1  | Here to Help              | Michael E. Satrazemis    | Ian Goldberg, Andrew Chambliss  | 2 czerwca 2019   | 3 czerwca 2019                 |
| 55 | 2  | The Hurt That Will Happen | Jessica Lowrey           | Alex Delyle                     | 9 czerwca 2019   | 10 czerwca 2019                |
| 56 | 3  | Humbug's Gulch            | Colman Domingo           | Ashley Cardiff                  | 16 czerwca 2019  | 17 czerwca 2019                |
| 57 | 4  | Skidmark                  | Tara Nicole Weyr         | Samir Mehta                     | 23 czerwca 2019  | 24 czerwca 2019                |
| 58 | 5  | The End of Everything     | Michael E. Satrazemis    | Andrew Chambliss, Ian Goldberg  | 30 czerwca 2019  | 1 lipca 2019                   |
| 59 | 6  | The Little Prince         | Sharat Raju              | Mallory Westfall                | 7 lipca 2019     | 8 lipca 2019                   |
| 60 | 7  | Still Standing            | Marta Cunningham         | Richard Naing                   | 14 lipca 2019    | 15 lipca 2019                  |
| 61 | 8  | Is Anybody Out There?     | Michael E. Satrazemis    | Michael Alaimo                  | 21 lipca 2019    | 22 lipca 2019                  |
| 62 | 9  | Channel 4                 | Dan Liu                  | David Johnson                   | 11 sierpnia 2019 | 12 sierpnia 2019               |
| 63 | 10 | 210 Words Per Minute      | Ron Underwood            | Ian Goldberg, Andrew Chambliss  | 18 sierpnia 2019 | 19 sierpnia 2019               |
| 64 | 11 | You're Still Here         | K.C. Colwell             | Mallory Westfall, Alex Delyle   | 25 sierpnia 2019 | 26 sierpnia 2019               |
| 65 | 12 | Ner Tamid                 | Michael E. Satrazemis    | Andrew Chambliss, Ian Goldberg  | 1 września 2019  | 2 września 2019                |
| 66 | 13 | Leave What You Don't      | Daisy von Scherler Mayer | Ashley Cardiff, Nick Bernardone | 8 września 2019  | 9 września 2019                |
| 67 | 14 | Today and Tomorrow        | Sydney Freeland          | David Johnson                   | 15 września 2019 | 16 września 2019               |
| 68 | 15 | Channel 5                 | David Barrett            | Michael Alaimo, Samir Mehta     | 22 września 2019 | 23 września 2019               |
| 69 | 16 | End of the Line           | Michael E. Satrazemis    | Ian Goldberg, Andrew Chambliss  | 29 września 2019 | 30 września 2019               |

## Sezon 6 (2020–2021)
| Nr | # | Tytuł                    | Reżyseria             | Scenariusz                     | Premiera (AMC)       | Premiera w Polsce (AMC Polska) |
| -- | - | ------------------------ | --------------------- | ------------------------------ | -------------------- | ------------------------------ |
| 70 | 1 | The End Is the Beginning | Michael E. Satrazemis | Andrew Chambliss, Ian Goldberg | 11 października 2020 | 12 października 2020           |